# 戯画 (ブランド)
戯画（ぎが）は、株式会社エンターグラムが使用していたアダルトゲームブランド。
ブランドロゴは鳥獣戯画の兎を模したもの。パートナーブランドとよばれる関連企業としてはねこねこソフトやオーガスト、HOOKSOFT、みるくそふとなどが存在していた。
複数の制作ラインを同時進行させていたため、1ブランドあたり年1〜2本程度のリリースペースが一般的なアダルトゲーム業界においては非常に多作であった。また、ロープライスブランドプレカノも並行して活動していた。
ゲームシステムもかつては難があるものが少なくなかったが、『ハーレムブレイド 〜The Greatest of All Time.〜』を境にスタッフが大幅に入れ替わったこともあり（詳細は作品項目を参照）、『パルフェ 〜Chocolat second brew〜』で大幅に改良、以降の作品ではそれをベースにさらに機能が追加された。
2019年9月27日に戯画・プレカノブランドの製品版ゲームに関する著作権ガイドラインが掲載された。
2023年3月31日をもって戯画・プレカノブランドの開発・販売・サポートを終了、事実上解散した。各作品の公式サイトも削除され約29年の長い歴史に幕が下りた。

## 作品リスト

### 『ヴァリアブル・ジオ』シリーズ
- V.G.〜ヴァリアブル・ジオ〜（1993年7月9日発売）
- V.G.II〜姫神舞闘譚〜（1994年11月25日発売）
- V.G.スクリーンセーバー（1995年12月22日発売）
- V.G.Perfect Collection（1996年11月22日発売）
- V.G.CUSTOM（1999年2月19日発売）
- V.G.MAX（1999年9月10日発売）
- V.G.Adventure（2000年3月17日発売）
- V.G.Re-birth（2001年9月28日発売）
- V.G.Re-birth ダッシュ（2002年3月21日発売）
- V.G.NEO（2003年12月19日発売）

### 『BALDR』シリーズ
- BALDRHEAD〜武装金融外伝〜（1999年7月2日発売）
- 装甲姫バルフィス（1999年12月10日発売）
- BALDR BULLET（2000年10月27日発売）
- BALDR FORCE（2002年11月1日発売。2003年12月5日廉価版発売）
- BALDR FORCE EXE（2003年1月24日発売）
  - BALDR FORCE collection disc（2003年1月24日発売） - 『BALDR FORCE』を『BALDR FORCE EXE』に更新する差分DISK。通販専売。
- BALDR BULLET "REVELLION"（2006年9月29日発売） - 『BALDR BULLET』のリメイク版。
- BALDR SKY Dive1 "Lost  Memory"（2009年3月27日発売）
- BALDR SKY Dive2 "RECORDARE"（2009年11月27日発売）
- BALDR SKY DiveX "DREAM WORLD"（2010年9月24日発売）
- BALDR SKY "ZERO"（2013年9月27日発売）
- BALDR SKY "ZERO" 2（2014年3月28日発売）
- BALDR HEART（2016年8月26日発売）
- BALDR HEART EXE（2016年12月22日発売）
- BALDR BRINGER（2017年10月27日発売）
- BALDR MASTERPIECE CHRONICLE（2017年12月22日発売） - 『BALDR HEAD』から『BALDR HEART EXE』までの本編と新作の『SKY & HEART LAST SURVIVAL』のゲームディスクに加え、全作品のゲーム中BGMや全ボーカル曲を収録したサウンドトラック、さらに入手困難となっていたボイスドラマや限定武装など、過去の初回限定特典を多数収録した特別製BOX。通販のみによる完全限定受注生産。
- BALDR BRINGER EXTEND CODE（2018年5月25日発売）
- BALDR BRINGER 絹花アフター（2018年8月10日発売） - コミケ販売『戯画'18夏 BALDR BRINGER セット』に収録。

### 『DUEL SAVIOR』シリーズ
- DUEL SAVIOR（2004年10月1日発売）
- DUEL SAVIOR JUSTICE（2005年7月29日発売）
- DUEL SAVIOR collection disc（2005年7月29日発売） - 『DUEL SAVIOR』を『DUEL SAVIOR JUSTICE』に更新する差分DISK。
- オトメクライシス（2008年3月28日発売）

### 『マテリアルブレイブ』シリーズ
上記「DUEL SAVIOR」シリーズのACTシステムを発展させたものを採用している。
- マテリアルブレイブ（2012年3月23日発売）
- マテリアルブレイブ イグニッション（2013年1月25日発売）

### 『カラフル』シリーズ
- カラフルキッス 〜12コの胸キュン!〜（2003年3月14日発売）
- カラフルハート 〜12コのきゅるるん♪〜（2004年2月6日発売）
- カラフルウィッシュ 〜12コのマジ★キュン!〜（2008年4月25日発売）

### 『ショコラ』シリーズ
ねこにゃん&丸戸史明 with 企画屋の作品。
正確には『ショコラ』と『パルフェ』がシリーズものであるが、この4作品は世界観が同一であり（さらに丸戸のHERMIT3作品とも同一らしい描写がある）、ショコラの2年後に『パルフェ』、その2年後が『青空』のスタートとなる。『ショコラ』、『パルフェ』、『青空』という3作品の合同ファンディスクとしてフォセットが発売された。
- Ripple 〜ブルーシールへようこそっ〜（2002年4月5日発売）
- ショコラ 〜maid cafe "curio"〜（2003年4月4日発売）
- パルフェ 〜ショコラ second brew〜（2005年3月25日発売）
- この青空に約束を―（2006年3月31日発売）
  - まるねこ 戯画スペシャルドラマCD '06（コミックマーケット70その他にて発売）
- フォセット - Cafe au Le Ciel Bleu -（2006年12月22日発売）
- 戯画ロイヤルスウィートコレクション（2018年12月21日発売）
- パルフェリメイク（2021年3月26日発売）

### 『STEAM HEART'S』シリーズ
- STEAM HEART'S（1994年03月11日発売）
- STEAM-HEART'S Perfect Collection.（1997年6月13日発売）

### 『ハーレムブレイド』シリーズ
- ハーレムブレイド 〜The Greatest of All Time.〜（1996年4月26日発売） - PC-9801版とWindows 95版がある。
- ハーレムブレイド Perfect Collection.（1996年3月7日発売）
- PureMind 〜Prelude to HARLEMBLADE〜（1999年10月29日発売）
- ハーレムブレイドII 〜Dark Angel〜（2000年3月3日発売）

### 『For Season』シリーズ
- For Season 〜めぐりゆく季節の中で〜（1998年9月25日発売）
- For Season Perfect Collection.DX（1999年5月28日発売）
- ForSeason2 〜うつりゆく季節忘れない〜（2000年9月29日発売）

### 『キス』シリーズ
- ホチキス (ゲーム)（2012年2月24日発売）
- キスベル（2012年12月14日発売）
- キスアト（2014年1月31日発売）
- ハルキス (ゲーム)（2015年1月30日発売）
- リプキス（2016年3月25日発売）
- フルキス（2017年3月24日発売）
- メルキス（2018年3月23日発売）
- アイキス（2019年10月25日発売）
- フルキスS（2020年2月28日発売）
- アイキス2（2020年11月27日発売）[3]
- フユキス（2021年7月21日発売）
- キスイロ（2022年1月28日発売）
- アイキス3 sexy（2022年3月25日発売）
- アイキス3 cute（2022年3月25日発売）

### 『ジンキ』シリーズ
原画は『ジンキ』シリーズ原作者である綱島志朗が担当。
- JINKI EXTEND Re:VISION（2010年11月26日発売）
- ジンキ・リザレクション（2020年3月27日発売）
- JINKI -Unlimited-（2023年1月27日発売）
- JINKI -Infinity-（2023年4月27日発売、JINKI -Unlimited-のコンシューマー移植版）

### 『閃鋼のクラリアス』シリーズ
- 閃鋼のクラリアス[4]（2021年2月26日発売）
- 閃鋼のクラリアスF 〜グリムを紡ぎしもの〜（2021年11月26日発売）

### 単発タイトル
- ブリガンティ（1995年10月27日発売） - PC-9801版とWindows 95版がある。
- メタモルフォーゼ 〜Fifth Entrance of ForSeason〜（2000年2月4日発売）
- 恋する王国（2001年1月26日発売）
- ぷちチェリー 〜あなたといる季節〜（2001年11月2日発売）
- プラチナ (ゲーム)（2001年12月7日発売）
- AQUA BLUE（2002年12月20日発売）
- ぱすてるキッチン 〜ブルーベルへようこそっ〜（2003年10月3日発売）
- MOEラブ なついろ萌黄寮（2004年2月27日発売）
- らずべりー（2004年8月27日発売）
- やきもちツインベル（2004年11月26日発売）
- やきたてクロワッサン 〜Autumn leafの3姉妹〜（2005年2月25日発売）
- angel breath（2006年2月24日発売）
- チアフル!（2007年1月26日発売）
- Xross Scramble（初回版2007年4月27日/通常版2007年5月25日発売）
- 姫さまっ、お手やわらかに!（2007年9月28日発売）
- さかあがりハリケーン 〜LET'S PILE UP OUR SCHOOL!〜（2008年11月28日発売）
- ふわりコンプレックス（2009年2月27日発売）
- キュアフル!（2010年1月29日発売）
- bitter smile.（2010年6月25日発売）
- ひなたテラス 〜We don't abandon you.〜（2011年2月25日発売）
- シュクレ 〜sweet and charming time for you.〜（2011年9月22日発売）
- 彼女はオレからはなれない（2012年9月28日発売）
- ハーヴェストオーバーレイ（2014年6月27日発売）
- パサージュ!（2014年9月26日発売）
- シロガネ×スピリッツ!（2015年3月27日発売）
- 恋愛フェイズ（2015年9月25日発売）
- 甘えかたは彼女なりに（2016年2月26日発売）
- キミの瞳にヒットミー（2017年1月27日発売）
- 添いカノ〜ぎゅっと抱きしめて〜（2018年1月26日発売）
- love clear -ラブクリア-（2019年1月25日発売）
- アオナツライン（2019年3月29日発売）
- ガラス姫と鏡の従者[5]（2021年1月29日発売）
- ガールズフランティッククラン（2022年12月23日発売）[6]

## プレカノ

### 『となりに彼女のいる幸せ』シリーズ
- となりに彼女のいる幸せ 〜Two Farce〜（2017年8月25日発売）
- となりに彼女のいる幸せ 〜Winter Guest〜（2018年2月23日発売）
- となりに彼女のいる幸せ 〜Summer Surprise〜（2019年4月26日発売）
- となりに彼女のいる幸せ 〜Curious Queen〜（2020年5月29日発売）
- となりに彼女のいる幸せ 〜コンプリート〜（2020年8月28日発売）

### 『ボクと彼女の研修日誌』シリーズ
- ボクと彼女の研修日誌（2018年3月30日発売）
- ボクと彼女（女医）の診察日誌（2019年3月29日発売）

### 『アママネ』シリーズ
- アママネ（2019年2月28日発売）
- アママネ2（2020年9月25日発売）

### 単発タイトル
- あざやかな彩りの中で、君らしく（2017年11月24日発売）
- 見鏡澄香の制服活動（2018年1月26日発売）
- アエリアル・ライフ（2018年9月28日発売）
- アイカノ 〜雪空のトライアングル〜（2019年5月31日発売）
- ChuSingura46+1 わっちとお兄ちゃんのラブラブ長屋生活（2019年11月29日発売）
- おにあま -わたしに甘えて、お兄ちゃん♡-（2020年1月31日発売）
- 経験ゼロなクラスメイトπ（2021年10月29日発売）
- キスから始まるギャルの恋（2021年12月24日発売）
- 姫宮さんはかまいたい（2022年3月25日発売）

## Feat.Brand
- EXA
  - 着せかえフェティッシュ!（2005年9月9日発売）
  - おあずけフェティッシュ!（2008年2月29日発売）
- Fizz[7]
  - 恋もも（2005年11月25日発売）
- Rondbell feat.GIGA
  - はぴくり -HAPPY CHRISTMAS-（2006年1月27日発売）
- Pizzicato feat.GIGA
  - こいちゅ! 〜恋に恋するかたおもい〜（2006年7月28日）
- daisy feat.GIGA
  - Always 〜ふと、気が付けばキミとの日常…〜（2006年11月10日発売）
- STRIPE feat.GIGA
  - Blue Destiny（2006年6月30日発売）
  - すぺしゃりて!（2007年8月24日発売）
- コトノハ
  - 飛ぶ山羊はさかさまの木の夢を見るか（2007年3月23日発売）
  - ラッキー×クロス（2008年6月27日発売）
- Sky-High feat.GIGA
  - 彗星に願いを…（2007年4月20日発売）
- Gimlet
  - 氷花ノ幻夜 - Eternal Waltz -（2008年4月11日発売）
- ナタデココ
  - 姉ったい注意報!（2009年5月29日発売）
- フェルミ
  - 誰かのために出来ること〜Innocent Identity〜（2008年2月27日発売）
- HUG
  - 明日はきっと、晴れますように -She said so, and prayed to cloudy skies.-（2009年7月31日発売）
- ARMONICA
  - Skyprythem（2009年10月30日発売）
- AIGIS
  - 恋する乙女と守護の楯 Re:boot The "SHIELD-9"（2020年3月27日発売）
  - 恋する乙女と守護の楯 Re:boot Plus（2021年2月5日発売）

## ライブ・イベント

### 戯画 1st LIVE 〜Sky ticket〜
- 開催日：2018年3月10日
- 会場：ディファ有明
- 公式サイト[リンク切れ]：http://products.web-giga.com/live2018/